# آسكوي
آسكوي (بالنرويجية Askøy) هي بلدية في مقاطعة فيستلاند في النرويج. تتكون من مجموعة كبيرة من الجزر شمال غرب مدينة برغن مباشرةً. المركز الإداري للبلدية هو قرية كليبستو Kleppestø على الشاطئ الجنوبي الشرقي لجزيرة آسكوي.
يعني اسم «آسكوي» جزيرة شجر الدردار، الذي يوجد على شعار النبالة الخاص بها.
تبلغ مساحتها 101 كيلومتر مربع (39 ميل2) وتحتل المركز 328 من حيث المساحة بين بلديات في النرويج، والمركز 36 من حيث عدد السكان حيث يبلغ عدد سكانها 29553 نسمة، حيث تبلغ الكثافة السكانية بها 313 نسمة لكل كيلومتر مربع (810/ميل2)، ويُعتبر نموها السكاني من بين أعلى المعدلات في النرويج.

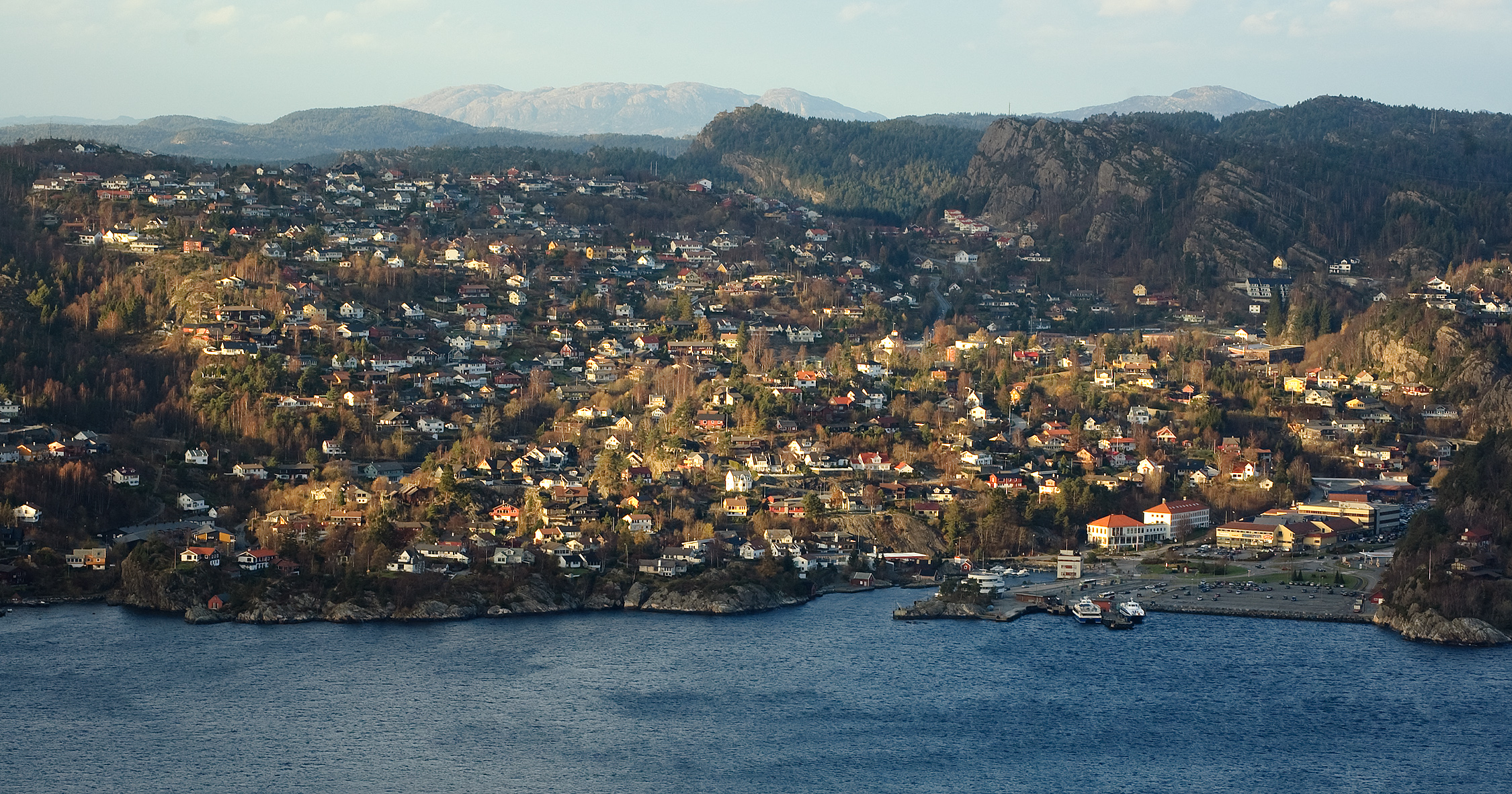
منظر لكليبستو من ناحية الشمال الغربي